# Football aux Jeux olympiques d'été de 2004
Navigation
Sydney 2000 Pékin 2008
Cette page présente les résultats du tournoi de football aux Jeux olympiques d'été de 2004 qui se déroule entre le 11 août et le 28 août 2004.
Participent les équipes nationales masculines et féminines de moins de 23 ans avec trois joueurs supplémentaires par équipe.
Le tournoi olympique de football féminin fut introduit aux Jeux olympiques d'Atlanta en 1996. Les équipes de Grèce et du Mexique font leur première apparition.
Dans le tournoi masculin, le parcours jusqu'en demi-finale de l'équipe d'Irak a eu un important retentissement médiatique à cause du contexte politique en Irak depuis 2003.

## Réglementations
Pour la compétition masculine, chaque équipe est composée de dix-huit joueurs, dont pas plus de trois nés avant le 1er janvier 1981.

## Lieux de la compétition
Les matchs du tournoi de football commencent dès le 11 août, deux jours avant la cérémonie d'ouverture, et sont accueillis par cinq villes différentes, six stades ont été retenus pour organiser cette compétition :
| Athènes                                             | Athènes            | Héraklion           |
| --------------------------------------------------- | ------------------ | ------------------- |
| Stade olympique d'Athènes                           | Stade Karaïskakis  | Stade Pankritio     |
| 69 618 places                                       | 33 296 places      | 26 240 places       |
| Stade olympique d'Athènes                           | Stade Karaïskaki   | Stade Pankritio     |
| \| Athènes, Héraklion Patras Thessalonique Volos \| |                    |                     |
| Patras                                              | Thessalonique      | Volos               |
| Stade Pampeloponnisiako                             | Stade Kaftanzoglio | Stade Panthessaliko |
| 23 500 places                                       | 28 028 places      | 21 700 places       |
| Stade Panthessaliko                                 | Stade Kaftanzoglio |                     |
| Athènes, Héraklion Patras Thessalonique Volos       |                    |                     |

Le Stade olympique d'Athènes accueille la cérémonie d'ouverture des Jeux olympiques ainsi que la finale de la compétition.

## Tournoi olympique hommes
| Groupe A                                | Groupe B                            | Groupe C                                                 | Groupe D                               |
| --------------------------------------- | ----------------------------------- | -------------------------------------------------------- | -------------------------------------- |
| - Corée du Sud - Grèce - Mali - Mexique | - Ghana - Japon - Italie - Paraguay | - Argentine - Australie - Tunisie - Serbie et Monténégro | - Costa Rica - Irak - Maroc - Portugal |

Les deux premiers de chaque groupe se qualifient pour les quarts de finale.

### Tableau final
|  | Quarts de finale             | Quarts de finale             |                              |                              | Demi-finales           | Demi-finales           |   |  | Finale                 | Finale                 |
|  | Quarts de finale             | Quarts de finale             |                              |                              | Demi-finales           | Demi-finales           |   |  | Finale                 | Finale                 |
|  |                              |                              |                              |                              |                        |                        |   |  |                        |                        |
|  | 21 août 2004 - Athènes       | 21 août 2004 - Athènes       |                              |                              | 24 août 2004 - Athènes | 24 août 2004 - Athènes |   |  | 28 août 2004 - Athènes | 28 août 2004 - Athènes |
|  | 21 août 2004 - Athènes       | 21 août 2004 - Athènes       |                              |                              | 24 août 2004 - Athènes | 24 août 2004 - Athènes |   |  | 28 août 2004 - Athènes | 28 août 2004 - Athènes |
|  | Mali                         | 0                            |                              |                              | 24 août 2004 - Athènes | 24 août 2004 - Athènes |   |  | 28 août 2004 - Athènes | 28 août 2004 - Athènes |
|  | Mali                         | 0                            |                              |                              | 24 août 2004 - Athènes | 24 août 2004 - Athènes |   |  | 28 août 2004 - Athènes | 28 août 2004 - Athènes |
|  | Italie                       | 1 ap                         |                              |                              | 24 août 2004 - Athènes | 24 août 2004 - Athènes |   |  | 28 août 2004 - Athènes | 28 août 2004 - Athènes |
|  | Italie                       | 1 ap                         | Italie                       | 0                            |                        |                        |   |  | 28 août 2004 - Athènes | 28 août 2004 - Athènes |
|  | 21 août 2004 - Patras        |                              | Italie                       | 0                            |                        |                        |   |  | 28 août 2004 - Athènes | 28 août 2004 - Athènes |
|  |                              | Argentine                    | 3                            |                              |                        |                        |   |  | 28 août 2004 - Athènes | 28 août 2004 - Athènes |
|  | Argentine                    | Argentine                    | 3                            | 4                            |                        |                        |   |  | 28 août 2004 - Athènes | 28 août 2004 - Athènes |
|  | Argentine                    |                              |                              | 4                            |                        |                        |   |  | 28 août 2004 - Athènes | 28 août 2004 - Athènes |
|  | Costa Rica                   | 0                            |                              |                              |                        |                        |   |  | 28 août 2004 - Athènes | 28 août 2004 - Athènes |
|  | Costa Rica                   | 0                            | Argentine                    | 1                            |                        |                        |   |  |                        |                        |
|  | 21 août 2004 - Héraklion     |                              | Argentine                    | 1                            |                        |                        |   |  |                        |                        |
|  |                              | Paraguay                     | 0                            |                              |                        |                        |   |  |                        |                        |
|  | Irak                         | Paraguay                     | 0                            | 1                            |                        |                        |   |  |                        |                        |
|  | Irak                         | 24 août 2004 - Thessalonique |                              | 1                            |                        |                        |   |  |                        |                        |
|  | Australie                    | 0                            |                              |                              |                        |                        |   |  |                        |                        |
|  | Australie                    | 0                            | Irak                         | 1                            |                        |                        |   |  |                        |                        |
|  | 21 août 2004 - Thessalonique | 21 août 2004 - Thessalonique | Irak                         | 1                            | Match pour la 3e place | Match pour la 3e place |   |  |                        |                        |
|  | 21 août 2004 - Thessalonique | 21 août 2004 - Thessalonique |                              | Paraguay                     | Match pour la 3e place | Match pour la 3e place | 3 |  |                        |                        |
|  | Paraguay                     | 3                            | 27 août 2004 - Thessalonique | 27 août 2004 - Thessalonique |                        |                        | 3 |  |                        |                        |
|  | Paraguay                     | 3                            | 27 août 2004 - Thessalonique | 27 août 2004 - Thessalonique |                        |                        |   |  |                        |                        |
|  | Corée du Sud                 | 2                            |                              | Italie                       | 1                      |                        |   |  |                        |                        |
|  | Corée du Sud                 | 2                            |                              | Italie                       | 1                      |                        |   |  |                        |                        |
|  |                              |                              |                              |                              |                        |                        |   |  | Irak                   | 0                      |
|  |                              |                              |                              |                              |                        |                        |   |  | Irak                   | 0                      |

## Tournoi olympique femmes
| Groupe A                  | Groupe B                      | Groupe C                                  |
| ------------------------- | ----------------------------- | ----------------------------------------- |
| - Japon - Nigéria - Suède | - Allemagne - Chine - Mexique | - Australie - Brésil - États-Unis - Grèce |

Seules les deux plus mauvaises équipes sont éliminées : la quatrième du groupe C et la moins bonne troisième des groupes A et B, toutes les autres sont qualifiées.

### Tableau final
|  | Quarts de finale             | Quarts de finale      |                         |                         | Demi-finales             | Demi-finales             |   |  | Finale                  | Finale                  |
|  | Quarts de finale             | Quarts de finale      |                         |                         | Demi-finales             | Demi-finales             |   |  | Finale                  | Finale                  |
|  |                              |                       |                         |                         |                          |                          |   |  |                         |                         |
|  | 20 août 2004 - Patras        | 20 août 2004 - Patras |                         |                         | 23 août 2004 - Héraklion | 23 août 2004 - Héraklion |   |  | 26 août 2004 - Le Pirée | 26 août 2004 - Le Pirée |
|  | 20 août 2004 - Patras        | 20 août 2004 - Patras |                         |                         | 23 août 2004 - Héraklion | 23 août 2004 - Héraklion |   |  | 26 août 2004 - Le Pirée | 26 août 2004 - Le Pirée |
|  | Allemagne                    | 2                     |                         |                         | 23 août 2004 - Héraklion | 23 août 2004 - Héraklion |   |  | 26 août 2004 - Le Pirée | 26 août 2004 - Le Pirée |
|  | Allemagne                    | 2                     |                         |                         | 23 août 2004 - Héraklion | 23 août 2004 - Héraklion |   |  | 26 août 2004 - Le Pirée | 26 août 2004 - Le Pirée |
|  | Nigéria                      | 1                     |                         |                         | 23 août 2004 - Héraklion | 23 août 2004 - Héraklion |   |  | 26 août 2004 - Le Pirée | 26 août 2004 - Le Pirée |
|  | Nigéria                      | 1                     | Allemagne               | 1                       |                          |                          |   |  | 26 août 2004 - Le Pirée | 26 août 2004 - Le Pirée |
|  | 20 août 2004 - Thessalonique |                       | Allemagne               | 1                       |                          |                          |   |  | 26 août 2004 - Le Pirée | 26 août 2004 - Le Pirée |
|  |                              | États-Unis            | 2 ap                    |                         |                          |                          |   |  | 26 août 2004 - Le Pirée | 26 août 2004 - Le Pirée |
|  | États-Unis                   | États-Unis            | 2 ap                    | 2                       |                          |                          |   |  | 26 août 2004 - Le Pirée | 26 août 2004 - Le Pirée |
|  | États-Unis                   |                       |                         | 2                       |                          |                          |   |  | 26 août 2004 - Le Pirée | 26 août 2004 - Le Pirée |
|  | Japon                        | 1                     |                         |                         |                          |                          |   |  | 26 août 2004 - Le Pirée | 26 août 2004 - Le Pirée |
|  | Japon                        | 1                     | États-Unis              | 2 ap                    |                          |                          |   |  |                         |                         |
|  | 20 août 2004 - Héraklion     |                       | États-Unis              | 2 ap                    |                          |                          |   |  |                         |                         |
|  |                              | Brésil                | 1                       |                         |                          |                          |   |  |                         |                         |
|  | Mexique                      | Brésil                | 1                       | 0                       |                          |                          |   |  |                         |                         |
|  | Mexique                      | 23 août 2004 - Patras |                         | 0                       |                          |                          |   |  |                         |                         |
|  | Brésil                       | 5                     |                         |                         |                          |                          |   |  |                         |                         |
|  | Brésil                       | 5                     | Brésil                  | 1                       |                          |                          |   |  |                         |                         |
|  | 20 août 2004 - Volos         | 20 août 2004 - Volos  | Brésil                  | 1                       | Match pour la 3e place   | Match pour la 3e place   |   |  |                         |                         |
|  | 20 août 2004 - Volos         | 20 août 2004 - Volos  |                         | Suède                   | Match pour la 3e place   | Match pour la 3e place   | 0 |  |                         |                         |
|  | Suède                        | 2                     | 26 août 2004 - Le Pirée | 26 août 2004 - Le Pirée |                          |                          | 0 |  |                         |                         |
|  | Suède                        | 2                     | 26 août 2004 - Le Pirée | 26 août 2004 - Le Pirée |                          |                          |   |  |                         |                         |
|  | Australie                    | 1                     |                         | Allemagne               | 1                        |                          |   |  |                         |                         |
|  | Australie                    | 1                     |                         | Allemagne               | 1                        |                          |   |  |                         |                         |
|  |                              |                       |                         |                         |                          |                          |   |  | Suède                   | 0                       |
|  |                              |                       |                         |                         |                          |                          |   |  | Suède                   | 0                       |

## Tableau des médailles
| Rang | Nation     | Or | Argent | Bronze | Total |
| ---- | ---------- | -- | ------ | ------ | ----- |
| 1    | États-Unis | 1  | 0      | 0      | 1     |
| 1    | Argentine  | 1  | 0      | 0      | 1     |
| 3    | Brésil     | 0  | 1      | 0      | 1     |
| 3    | Paraguay   | 0  | 1      | 0      | 1     |
| 5    | Allemagne  | 0  | 0      | 1      | 1     |
| 5    | Italie     | 0  | 0      | 1      | 1     |

## Classement des buteurs

### Hommes
- Meilleur buteur : Carlos Tévez 8 buts